# Friedrich August Calau

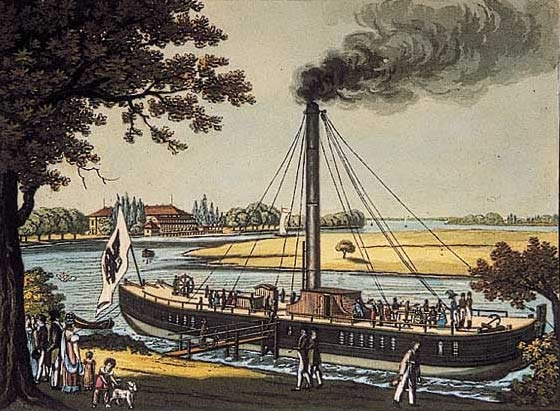
Hjulångaren Prinzessin Charlotte von Preussen på Spree med Schloss Bellevue i bakgrunden, akvarellitografi av Friedrich August Calau, 1818

Friedrich August Calau, född 1769 i Leipzig i Tyskland, död 25 september 1828 i Berlin i Tyskland, var en tysk  miniatyrmålare, akvarellist, och grafiker. 
Friedrich August Calau var son till den preussiske hovmålaren Benjamin Calau (1724–1785).
Friedrich von Calau är känd för drygt 300 verk, framförallt sådana med motiv från Berlin och dess omland.

## Bildgalleri

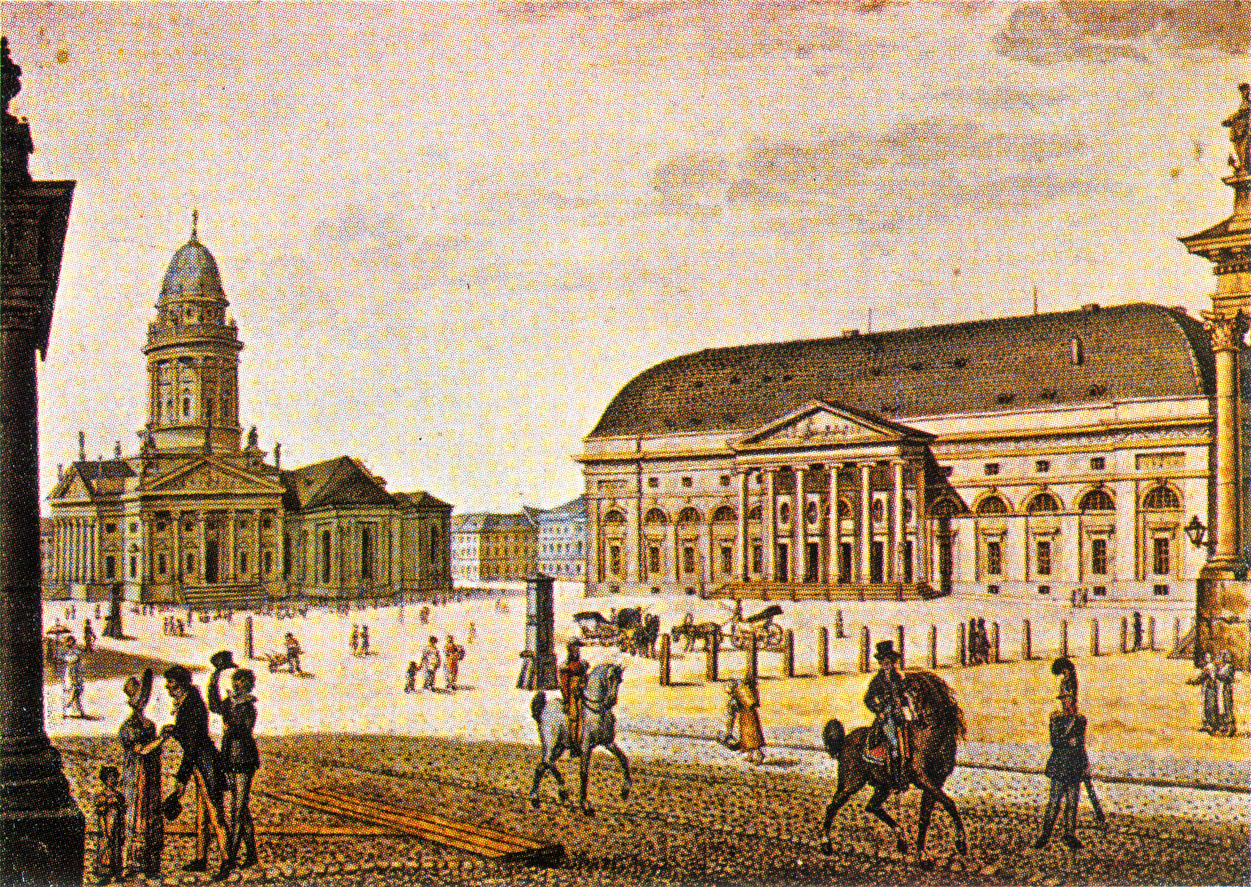
Gendarmenmarkt i Berlin, 1815.
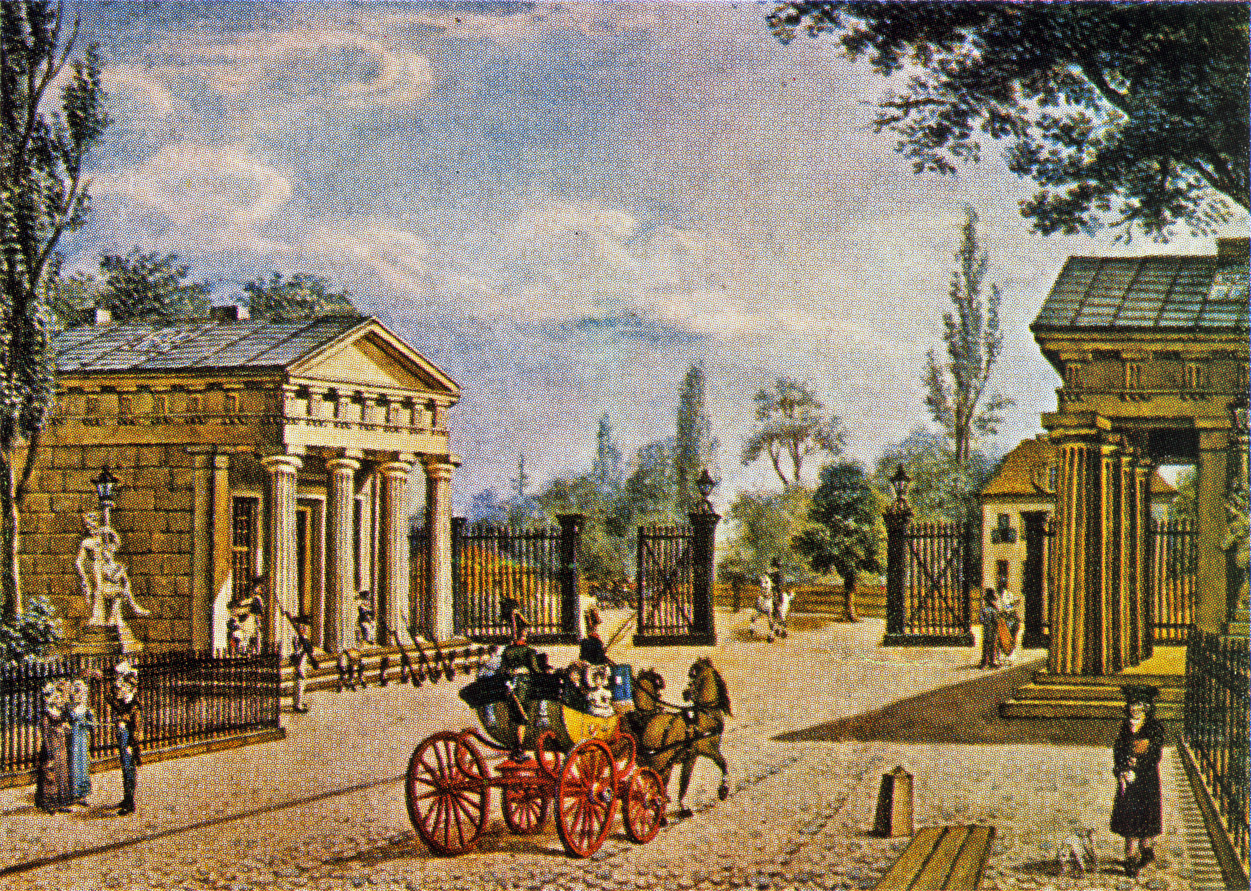
Potsdamer Tor, 1820
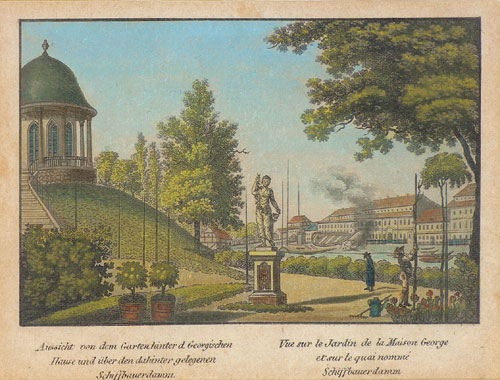
Georgestrasse Garten och Schiffbauerdamm
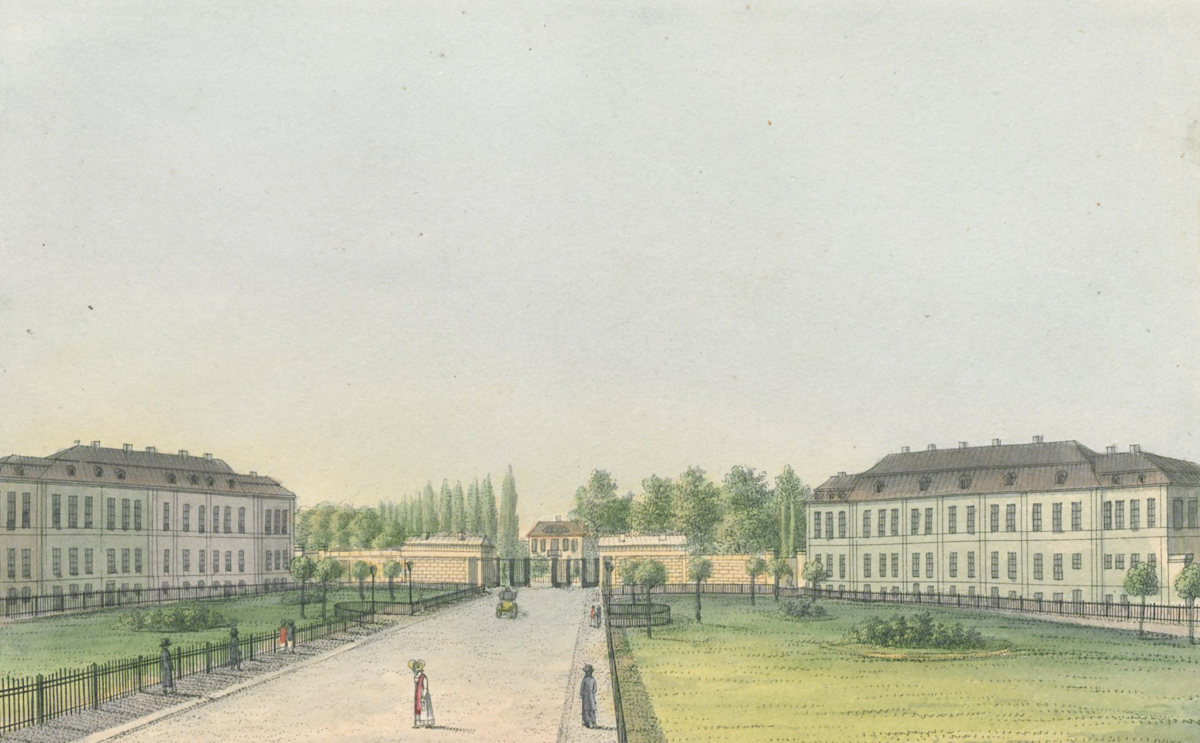
Leipziger Platz
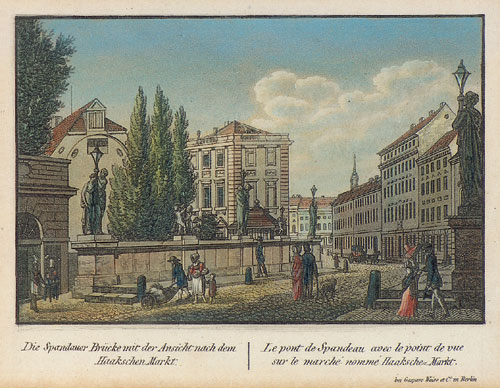
Hackescher Markt, omkring 1830
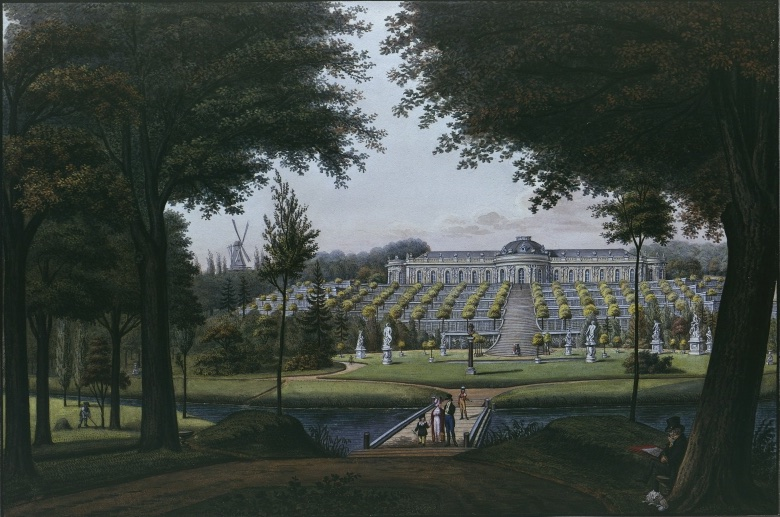
Sanssouci
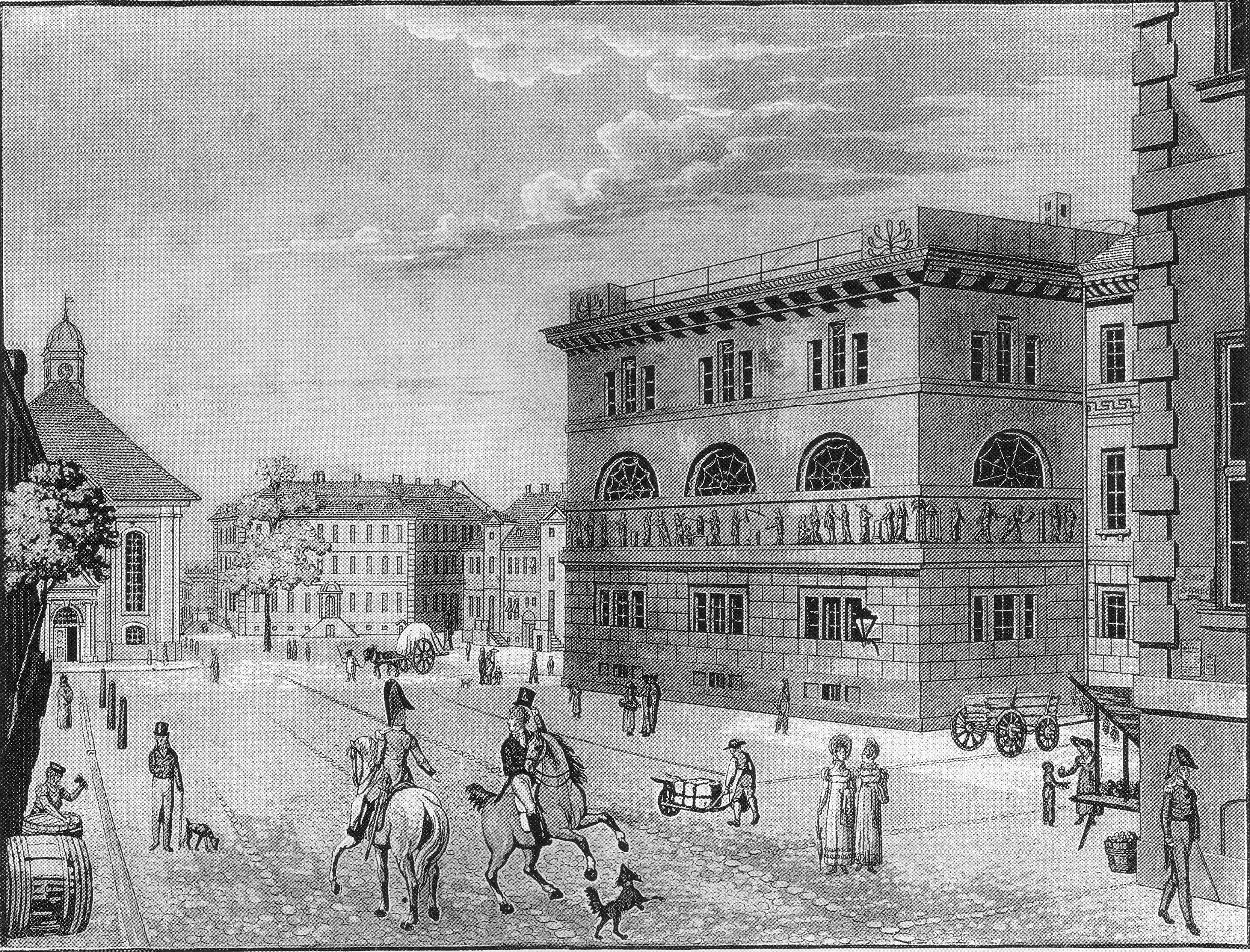
Werderscher Markt, omkring 1810
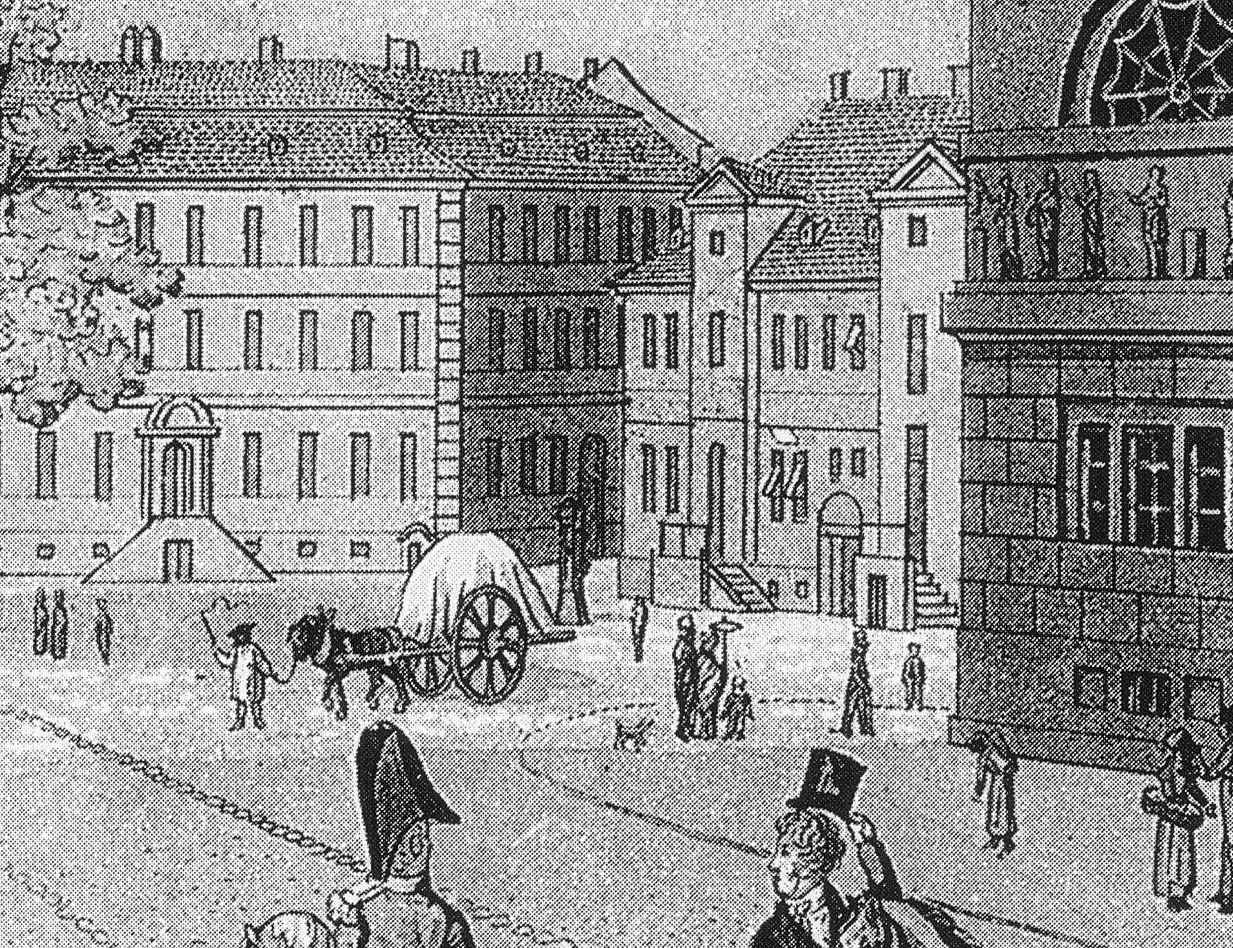
Werderscher Markt, omkring 1810
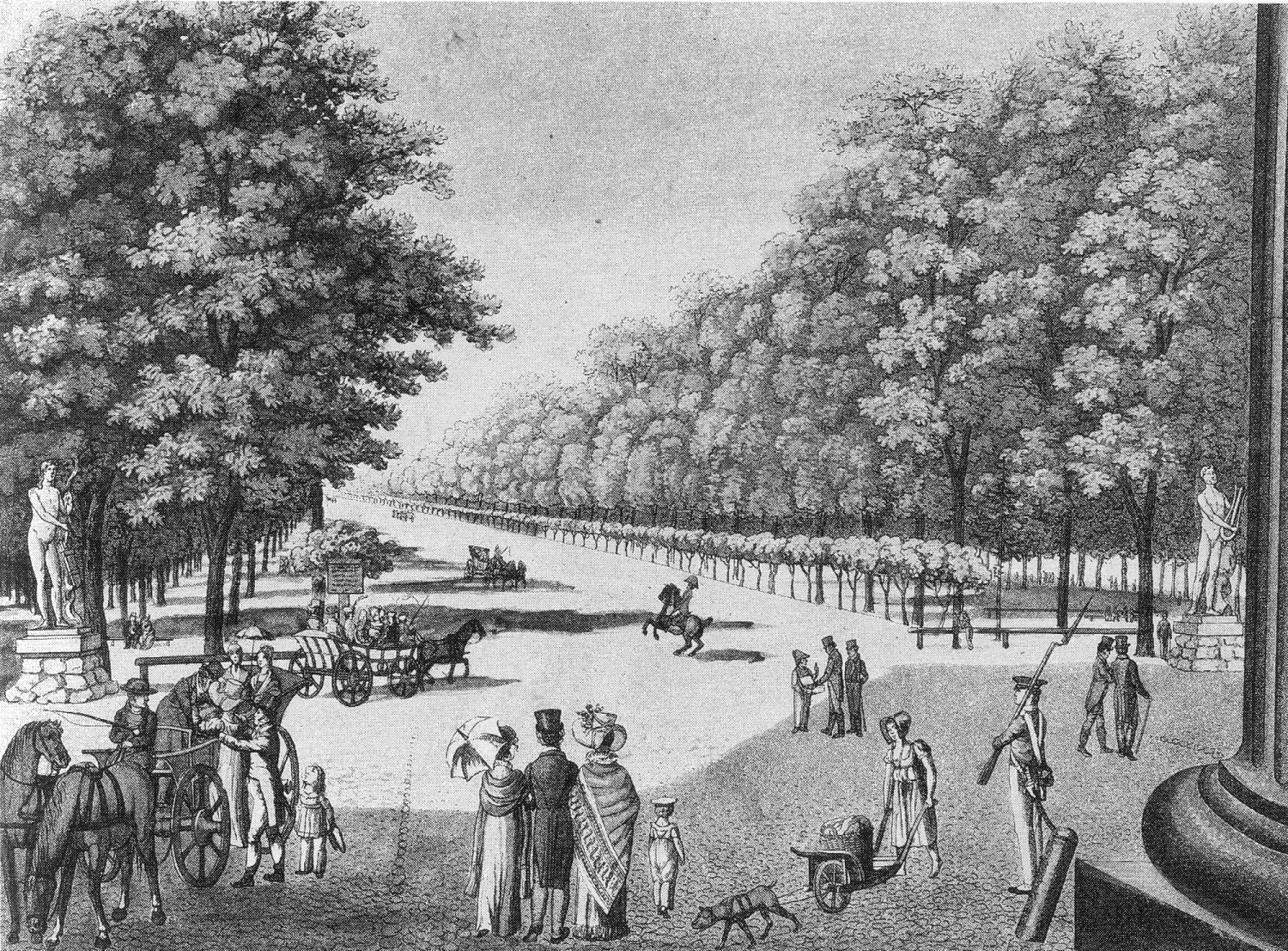
Platsen framför Brandenburger Tor
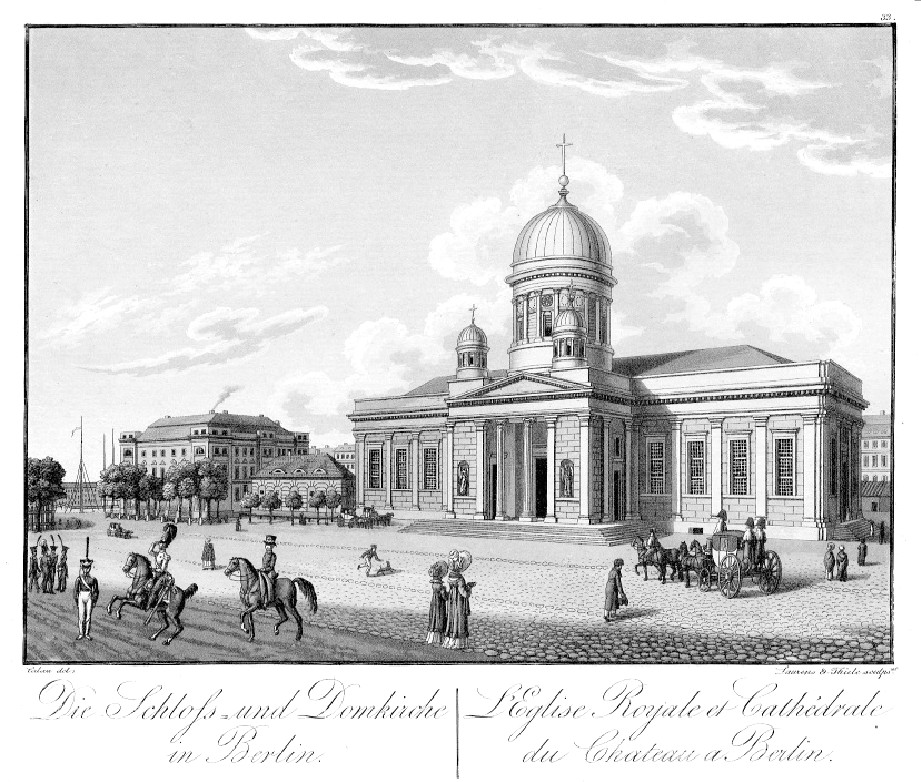
Dom
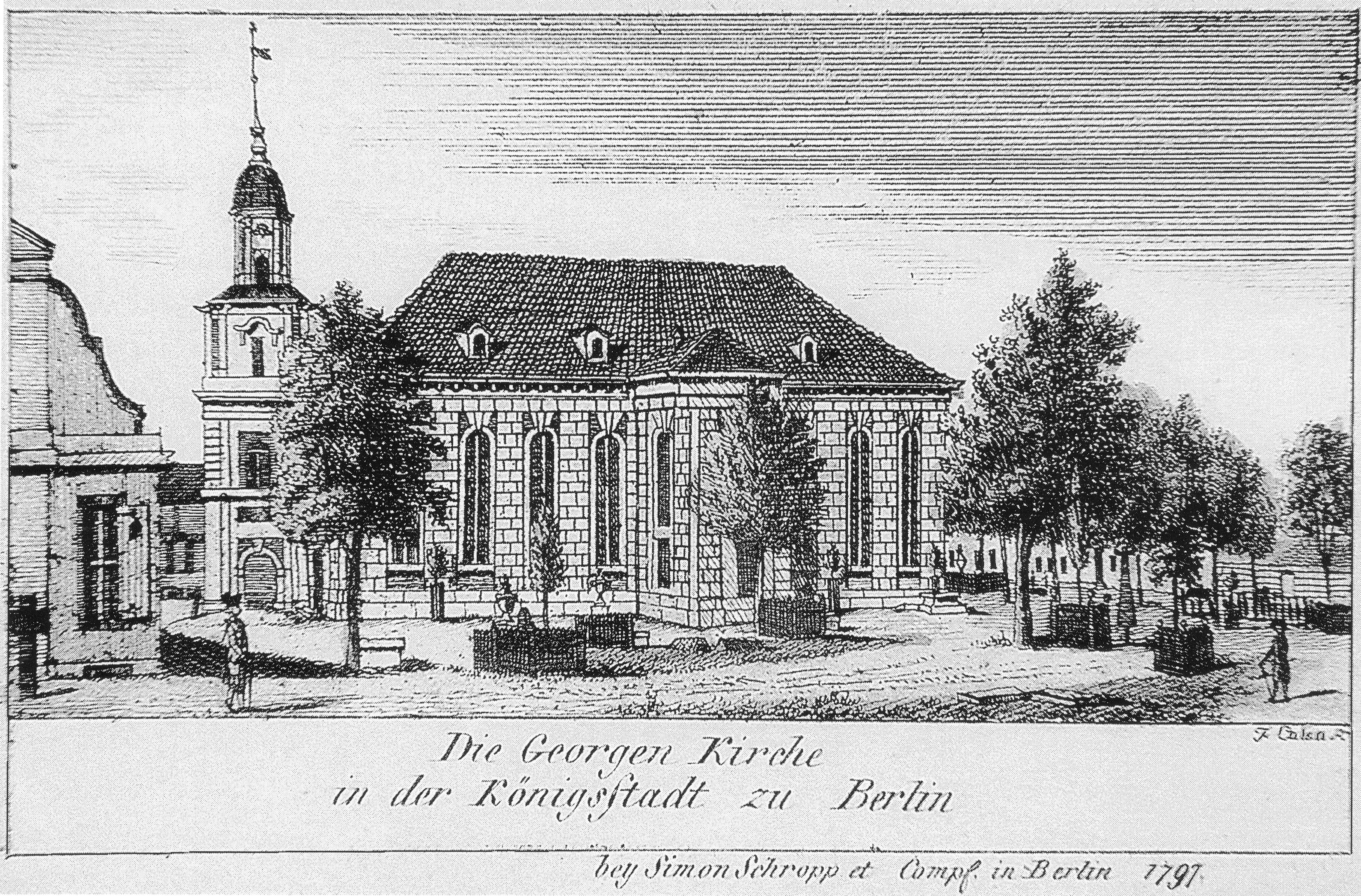
Georgenkirche i Königsstadt i Berlin, 1797